# クリストファー・ミドルトン
クリストファー・ミドルトン（Christopher Middleton、17世紀末 - 1770年2月12日）は、イギリスの航海者、探検家。
航海者としての経歴はスペイン継承戦争の間北アメリカで戦われた、アン女王戦争の間に始まった。その後カナダにおける交易の為の国策会社、ハドソン湾会社の為の航海を行った。その間の航海で調査した科学的な結果を1926年に王立協会のフィロソフィカル・トランザクションズに発表した。1737年には王立協会のフェローとなった。発表した論文はノースカロライナの富豪アーサー・ドッブスの注意を引いて、ドッブスの組織した北西航路の探索の為の船団の指揮をまかされた。
1741年5月、イギリスを出発し、ハドソン湾のチャーチル川の河口で一冬を越し、これまでのヨーロッパの航海者の到達した北限、北緯65度に達したが、氷に行手を阻まれた。1742年にイギリスに戻り、1742年にはコプリ・メダルを受賞したが、北西航路の探索を断念したことについては、ドッブスと論争をしなければならなかった。